# Тамбурмажор

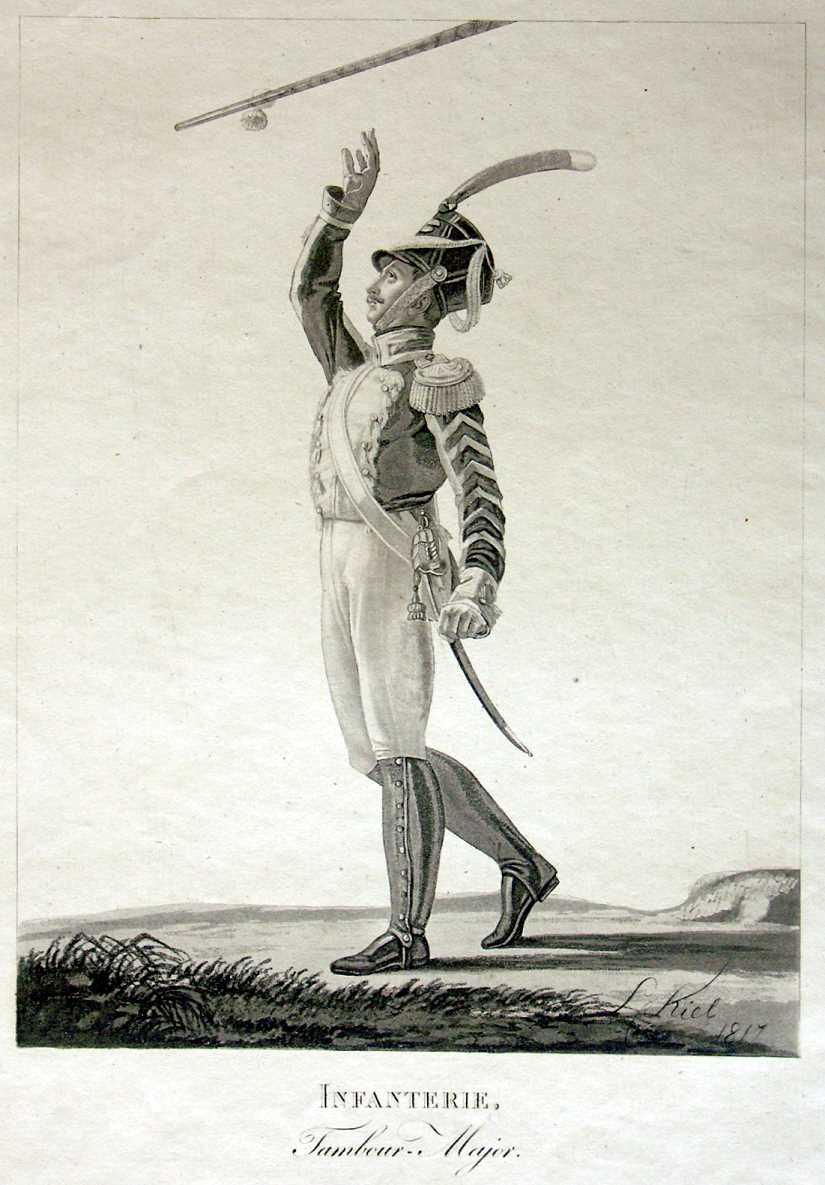
Лев Киль. Тамбурмажор пехотных полков.

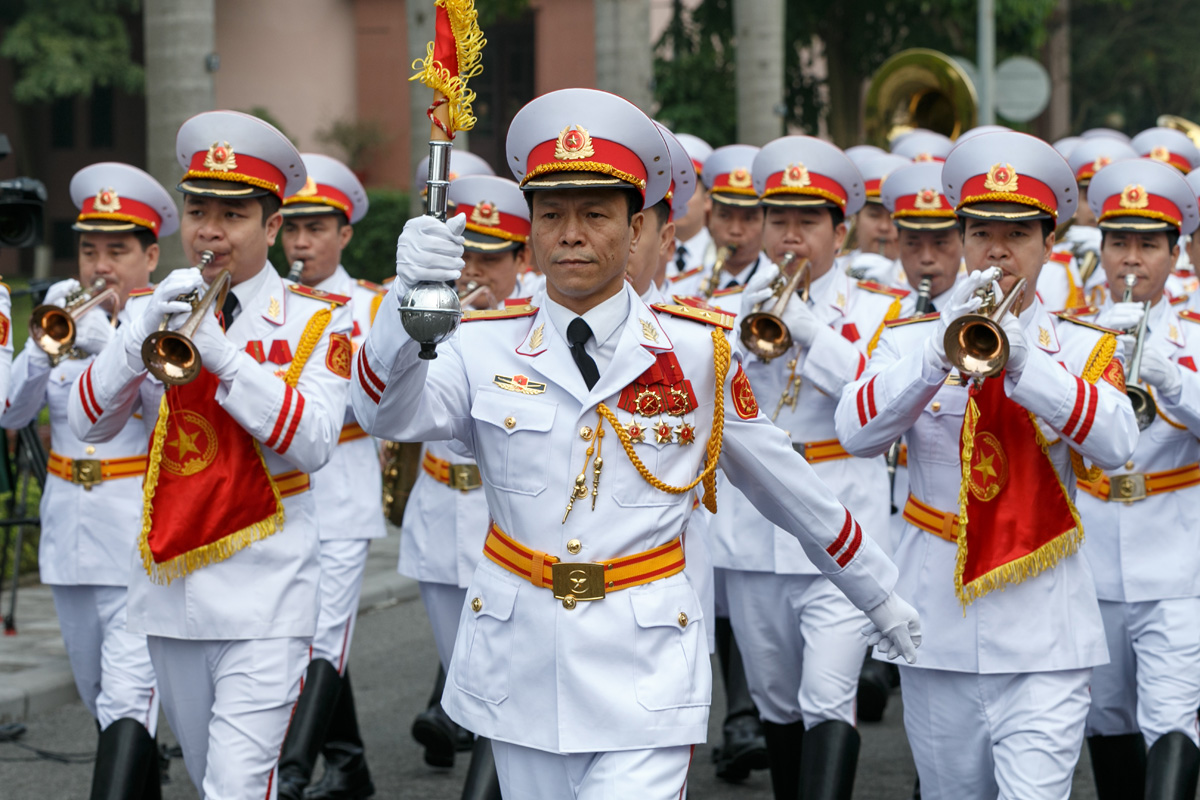

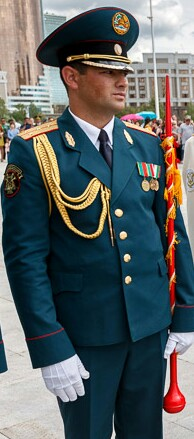
Тамбурмажор оркестра Министерства обороны

Тамбу́рмажо́р (тамбур-мажор; с фр. tambour — барабан и major — старший) — главный полковой барабанщик (барабанный староста или главный барабанщик) во французской и некоторых других (австрийской, русской, шведской) гвардиях и армиях. 
Тамбур-мажор возглавлял полковую команду барабанщиков и горнистов; специальный тамбурмажорский жезл — тамбуршток, использовался для отдания команд. В обязанности тамбурмажора могло входить и обучение оркестрантов. Во многих гвардиях и армиях существовала или существует сходная должность под другим названием (так, в британской армии — англ. drum major). Обычно тамбурмажором назначался унтер-офицер высокого роста.
Со временем тамбурмажором стал называться руководитель военного оркестра на марше (обычно совместно с капельмейстером).
При отсутствии специальной должности тамбурмажора (например, в Советской Армии), для управления большими оркестрами на марше, во время парадов, тамбурмажорский жезл применяется военным дирижёром.

## Во французской армии
Должность тамбурмажора была учреждена во французской армии в 1651 году.
Согласно Декрету от 15 марта 1797 года тамбурмажоры гвардии получили два мундира: повседневный и парадный, отличавшейся от первого большим количеством украшений и, соответственно, ценой. Указывалось, что парадную униформу следует надевать только в самых торжественных случаях, таких как день рождения или годовщина коронации императора. Парадный мундир тамбурмажора был аналогичен мундирам солдат и офицеров полка. Поверх синего мундира и однобортного жилета из белого сукна через правое плечо надевали широкую перевязь тамбурмажора. В XVII веке она служила для ношения жезла, позже — сабли. В униформу входили узкие штаны — чикчиры и сапоги из тонкой зелёной ткани.

## В Русских гвардии и армии
Звание это введено в русских гвардии и армии в 1815 году. Тамбурмажоры исполняли обязанности фельдфебеля в команде барабанщиков и горнистов. Тамбурмажорам была присвоена особо нарядная форма, с золотыми (в гвардии) или серебряными (в армии) галунами и с эполетами по образцу генеральских. В форму одежды входила каска с красным султаном и тамбурмажорский жезл (булава) — перевитая тесьмою трость с золоченым набалдашником; этой булавой они подавали сигнал барабанщикам и горнистам начинать и кончать играть. Звание упразднено с 1865 года в армейских полках, а с 1881 года — в гвардейских.

## В культуре
Тамбурмажор фигурирует как герой или в названиях некоторых произведений:
- Пьер Жан Беранже — «Тамбурмажор»,
- Александр Галич — «Закон природы» (подражание Беранже),
- Генрих Гейне — «Тамбурмажор великой армии»,
- Жак Оффенбах — «Дочь тамбурмажора», оперетта,
- Зиновий Сагалов — «Тамбурмажор» (2014), книга новых повестей и рассказов,
- Геогр Бюхнер — «Войцек».